# Иоанн Психаит
Иоанн Психаит — византийский монах, жил в конце VIII — начале IX века, исповедник периода иконоборчества. Почитается в Православной церкви как святой в лике преподобных, память совершается 26 мая (по юлианскому календарю).
Иоанн в раннем возрасте принял монашество в Психаитской лавре (предместье Константинополя). Житие сообщает, что за подвижническую жизнь он получил от Бога дар изгонять бесов и исцелять болезни. В период иконоборческих гонений Иоанн отказался подписать отречение от почитания икон и стал обличать императора Льва IV Исавра как еретика. За это был отправлен в ссылку где он и скончался.